# Игра краљевог пешака
Овај чланак користи алгебарску шаховску нотацију како би се описали шаховски потези.
Игра краљевог пешака је шаховско отварање које почиње потезом 1. е4. Дели се на мноштво огранака, варијанти и подваријанти.

## Историја
Игра краљевог пешака се сматра најстаријим и најпопуларнијим шаховским отварањем. О њему постоје различита мишљења. Боби Фишер је изјавио да је 1. е4 најбољи потез белог у својој познатој изјави о овом потезу: "Best by test". Брејер је сматрао да после 1. е4 бели има лошу позицију.

## Карактеристике
Ово отварање је добро, јер у исто време ослобађа поља за развој даме и ловца. Мана овог отварања је у постављању пешака на незаштићено поље.

## Варијанте
У варијанте Игре краљевог пешака се убрајају све подваријанте Отворених и Полуотворених игара.